# Vârful Dufour, Monte Rosa
Vârful Dufour (în germană Dufourspitze, în franceză Pointe Dufour, în italiană Punta Dufour, în retoromană Piz da Dufour), punctul de maximă altitudine din Elveția (4.634 m), este cel mai înalt vârf al masivului Monte Rosa din Alpii Penini și, de asemenea, al doilea cel mai înalt vârf din Alpi și din Europa de Vest, după Mont Blanc. Amplasat la 160 m de granița dintre Elveția și Italia, a purtat inițial numele de Gornerhorn:294 („Muntele Mare”) până în anul 1863 când a fost denumit după cartograful elvețian Guillaume Henri Dufour care a dovedit că vârful se află pe teritoriul Elveției. 
În urma unei lungi serii de tentative, care a început la începutul secolului al XIX-lea, vârful numit pe atunci Höchste Spitze (în traducere Cel mai înalt vârf), a fost atins pentru prima dată în 1855, la 1 august, sărbătoarea națională a Elveției, dinspre Zermatt, de un grup de opt alpiniști, Matthäus și Johannes Zumtaugwald, Ulrich Lauener, Christopher și James Smyth, Charles Hudson, John Birkbeck și Edward Stephenson, conduși de trei ghizi.

## Toponimie

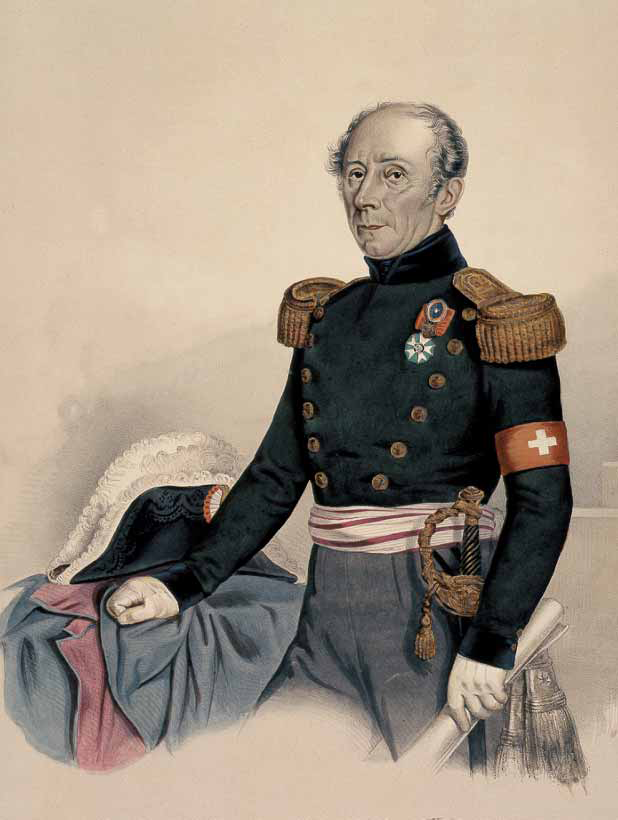
Guillaume Henri Dufour

Vârful principal al masivului Monte Rosa este cunoscut sub numele de Dufour (în germană Dufourspitze, în franceză Pointe Dufour, în italiană Punta Dufour), denumire care a înlocuit fostul nume Höchste Spitze („Cel mai înalt vârf”) care era indicat pe hărțile elvețiene înainte de 28 ianuarie 1863, când Consiliul Federal Elvețian a decis redenumirea vârfului în onoarea lui Guillaume Henri Dufour, inginer, topograf elvețian, co-fondator al Crucii Roșii și general de armată. Această decizie a urmat finalizării Hărții Topografice a Elveției („Harta Dufour”), o serie de hărți topografice militare realizate sub comanda lui Dufour.
În Italia vârful a fost numit La più alta cima (în traducere Vârful cel mai înalt) și, de asemenea, Rosa Bianca.
Vârful secundar situat la 80 de metri est de Dufourspitze și care are cu doar 2 metri mai puțin, Dunantspitze, a fost redenumit în 2014 după numele lui Henry Dunant, principalul fondator al Crucii Roșii.

## Altitudine
Dufour, vârful principal al masivului Monte Rosa, reprezintă punctul de maximă altitudine din Cantonul Valais și Elveția, având o altitudine de 4.634 m, cu 4.441 metri deasupra Lacului Maggiore, punctul de minimă altitudine din Elveția. Diferența de altitudine dintre vârf și câmpiile din nordul Italiei, de unde Monte Rosa este foarte vizibil, ajunge la peste 4.500 metri. Monte Rosa are o proeminență topografică de 2.165 metri față de trecătoarea Marele Saint Bernard. În 1815, când Cantonul Valais s-a alăturat Confederației Elvețiene, Monte Rosa a luat locul muntelui Finsteraarhorn drept cel mai înalt munte al Elveției.
Un sondaj din 2000, care a implicat mai multe universități și birourile de cartografie din Italia și Elveția, și care a constituit o parte a proiectului de remăsurare a cotelor maxime la nivel global TOWER (Top of the World Elevations Remeasurement), a fost realizat pentru a înregistra o altitudine mai precisă a vârfului masivului Monte Rosa. Rezultatul a fost de 4.635,25 m dinspre partea italiană și 4.634,97 m dinspre partea elvețiană, cu o marjă de eroare de 0,1 metri.
| 1796                        | 1862         | 1941            | 1977            | 2000            | 2009            |
| Horace-Bénédict de Saussure | Harta Dufour | Harta Siegfried | Harta Swisstopo | proiectul TOWER | Harta Swisstopo |
| --------------------------- | ------------ | --------------- | --------------- | --------------- | --------------- |
| 4.736 m (2.430 toise)       | 4.638 m      | 4.634 m         | 4.633,9 m       | 4.634,97 m      | 4.634 m         |

Deși Mediterana poate fi vizibilă cu greu de pe vârful principal al masivului Monte Rosa din cauza munților care obturează orizontul, priveliștea spre sud se extinde către Apenini, munții din Corsica și Alpii Maritimi. Pe partea de nord priveliștea se extinde spre Jura și mai departe spre Munții Vosgi, Podișul Elvețian fiind în mare parte ascuns de munții înalți ai Alpilor Bernezi.

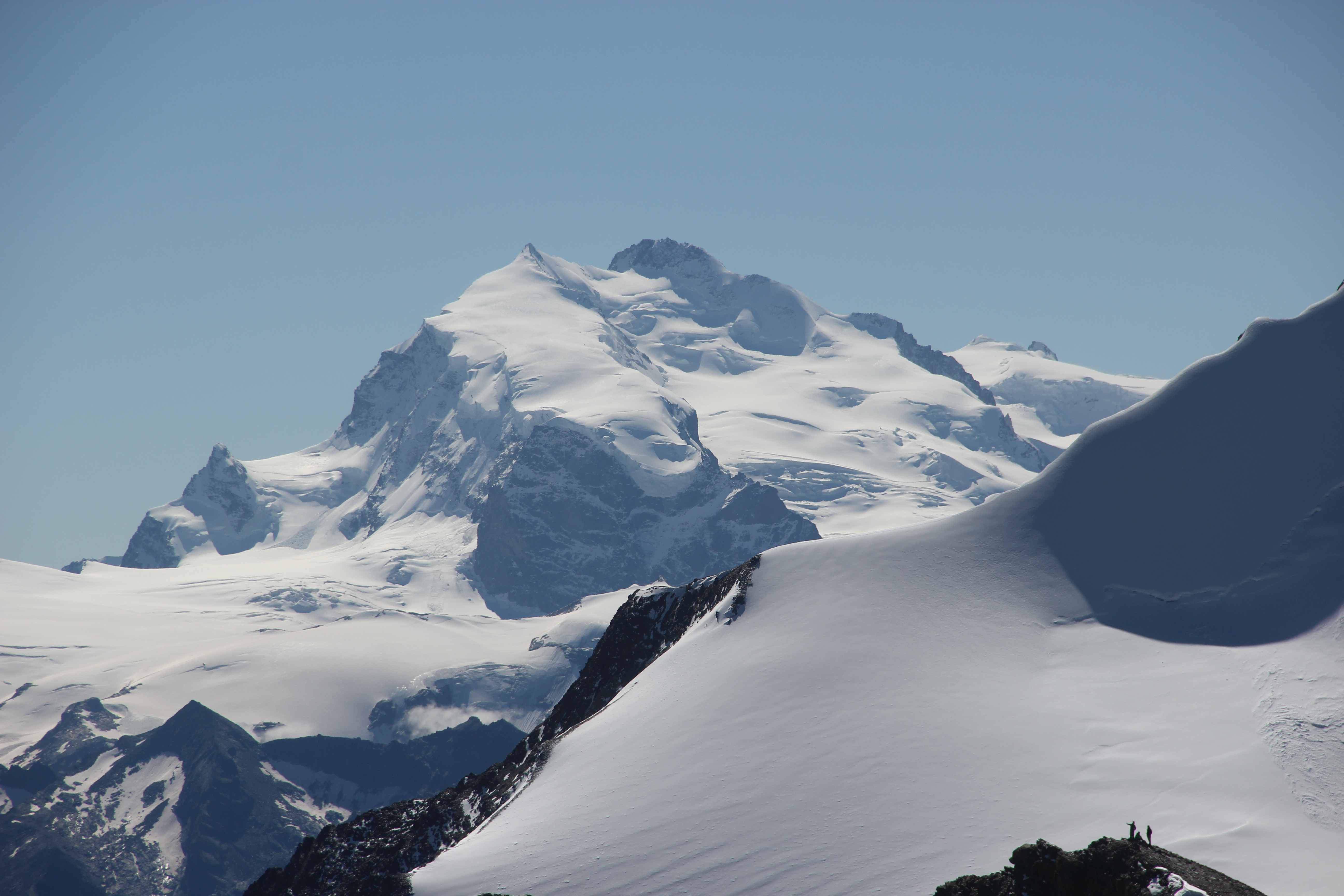
Vârfurile Nordend (4.608 m) și Dufour
Monte Rosa și Höchste Spitze (vârful Dufour), Dufourkarte[b], 1862
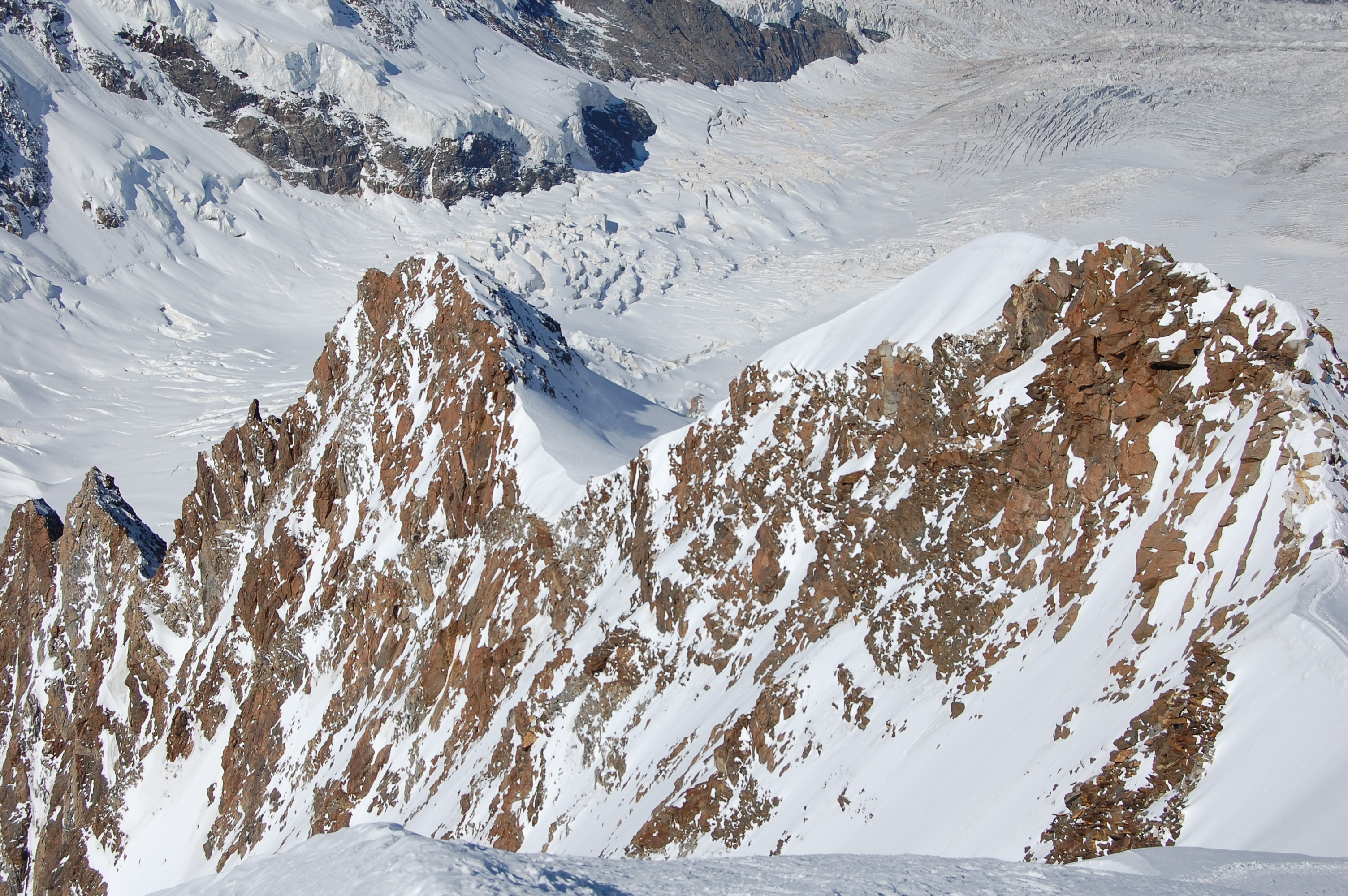
Vedere de pe vârful Dufour spre ghețarul Grenz
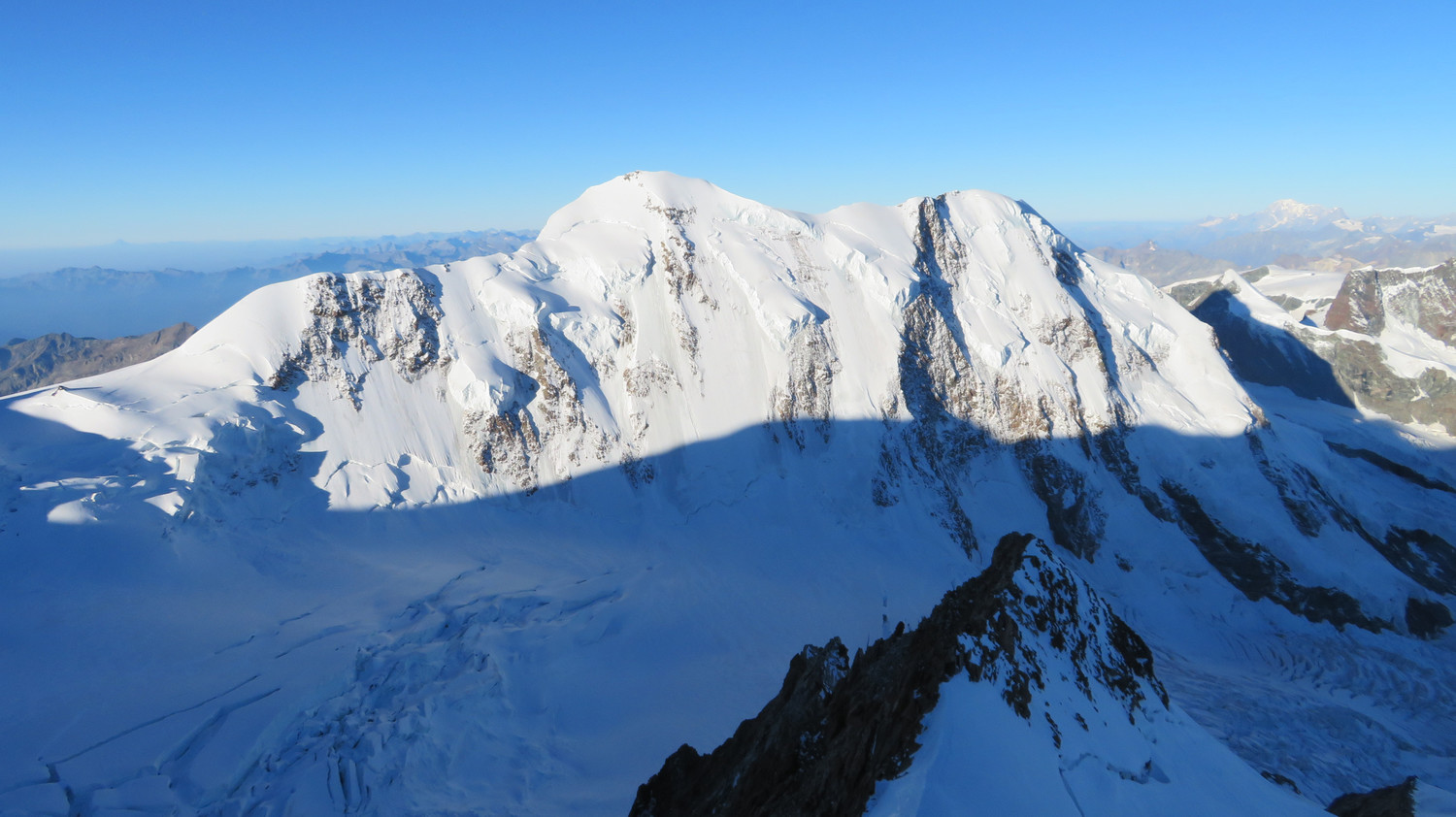
Vârful Liskamm (4.532 m)
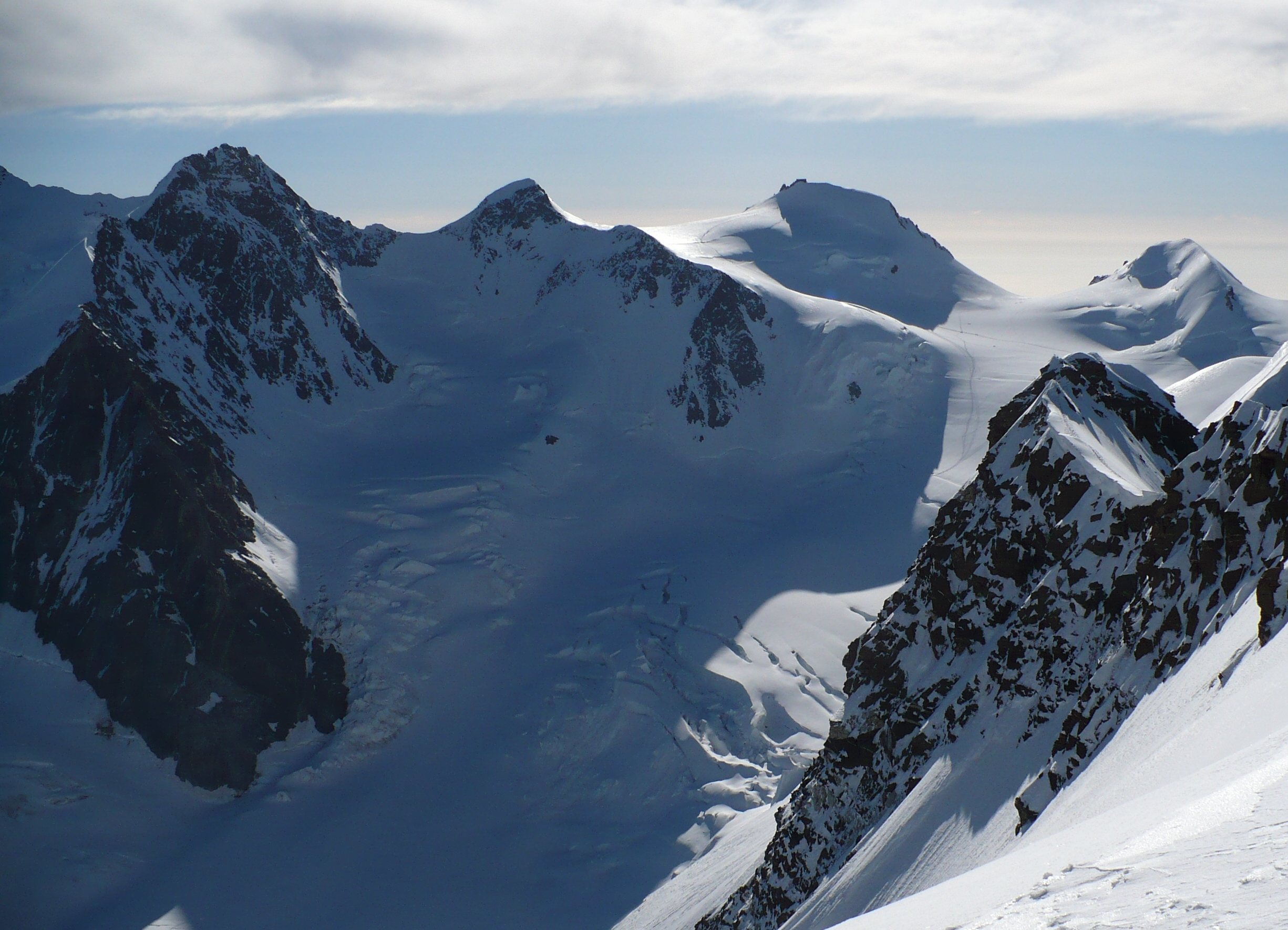
Masivul Monte Rosa dinspre Liskamm și vârfurile Dufour (stânga), Zumstein, Gnifetti (Signalkuppe) și Parrot

## Istoric

### Primele expediții
Monte Rosa este vizibil din multe locuri din partea sudică a Alpilor și fusese menționat în numeroase jurnale de călătorie. La sfârșitul secolului al XV-lea este posibil ca unele contururi ale muntelui să fi fost pictate de Leonardo da Vinci pe fundalul Fecioarei între stânci sau în alte tablouri. Da Vinci a explorat partea italiană a muntelui și a făcut câteva observații, dar nu există dovezi că ar fi urcat chiar și pe un vârf minor din vecinătate. A fost impresionat de zăpada permanentă de pe munte și de întunericul cerului de deasupra lui, scriind:
„Baza acestui munte dă naștere celor patru râuri care curg în patru direcții diferite prin întreaga Europă. Și niciun munte nu are baza la o înălțime atât de mare ca acesta, se ridică deasupra aproape tuturor norilor, iar zăpada cade rar acolo, dar cade grindină vara, când norii sunt cei mai înalți. Și această grindină zace [netopită] acolo, astfel încât, dacă nu ar fi absorbția norilor care se ridică și coboară, ceea ce nu se întâmplă de mai mult de două ori într-o epocă, o masă enormă de gheață ar fi îngrămădită acolo de straturile de grindină, iar la mijlocul lunii iulie am găsit-o foarte considerabilă, și am văzut cerul deasupra mea destul de întunecat, iar soarele, când cădea pe munte, era mult mai strălucitor decât în câmpiile de dedesubt, pentru că o întindere mai mică de atmosferă se află între vârful muntelui și soare”

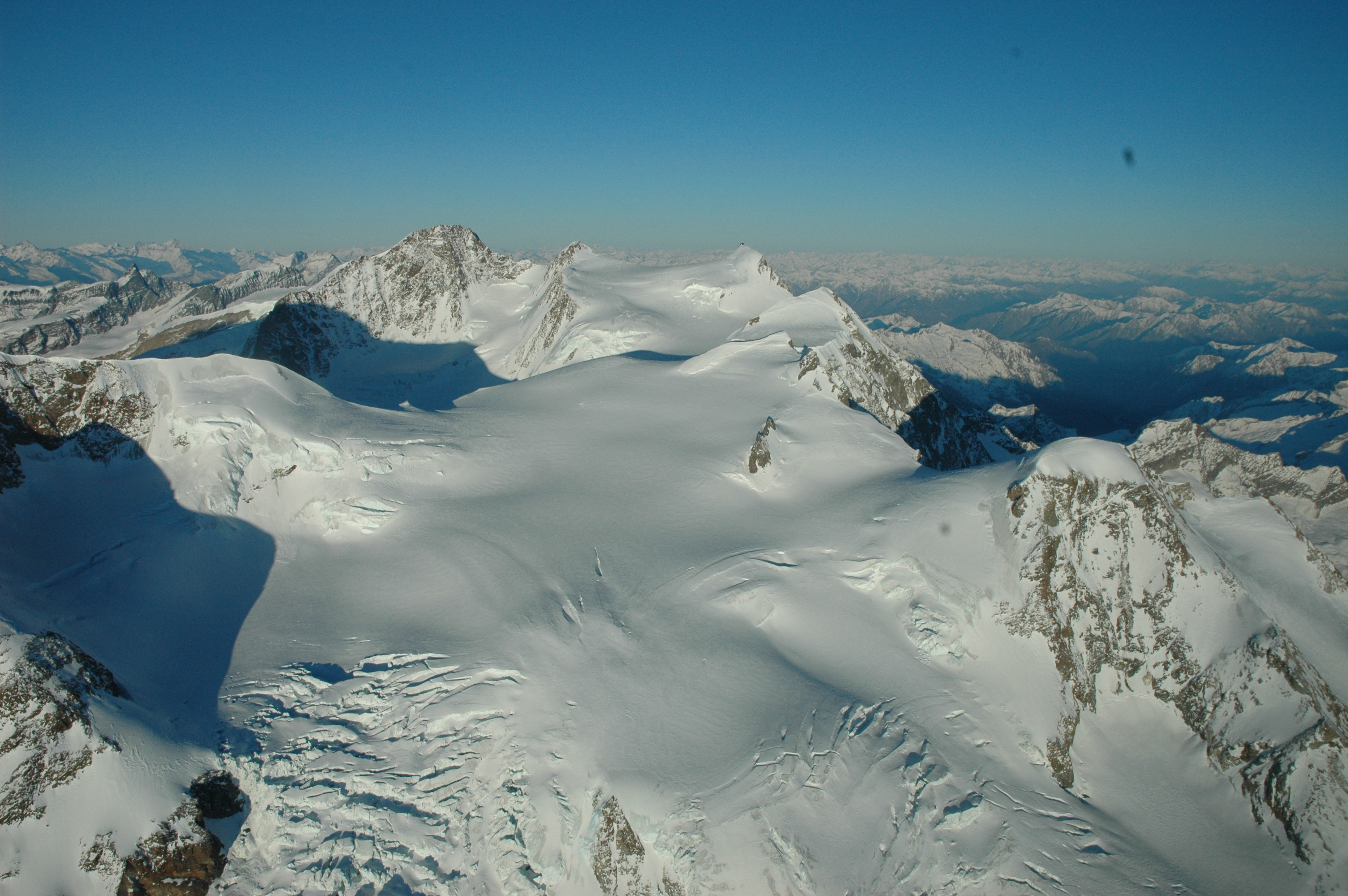
Vedere aeriană a trecătorii Lisjoch (Col du Lys) dinspre sud

La sfârșitul secolului al XVIII-lea, oamenii din partea italiană bănuiau că există o vale ascunsă între ghețarii marelui lanț montan. Descoperirea văii s-a datorat lui Joseph Beck din Gressoney-Saint-Jean. Acesta a organizat o expediție împreună cu fratele său Valentin și ghizii montani Gressoney Sebastian Linty, Joseph Zumstein, Nicolas (Niklaus) Vincent, François Castel și Étienne Lisco. Într-o duminică a lunii august 1778 au pornit din locul lor de popas la miezul nopții și au început urcușul. Erau pregătiți cu pioleți și alte accesorii de alpinism. La capătul ghețarului, au întâlnit un versant de stâncă lipsit de zăpadă, pe care l-au escaladat:87.
„Era ora douăsprezece. Abia ajunși pe vârful stâncii, ni s-a dezvăluit o priveliște uimitoare. Ne-am așezat să contemplăm pe îndelete valea pierdută, care ni se părea acoperită în întregime de ghețari. Am examinat-o cu atenție, dar nu ne-am putut convinge că era valea necunoscută, pentru că niciunul dintre noi nu fusese vreodată în Vallais”
De fapt, valea nu era alta decât Mattertal, partea superioară a văii Zermatt, iar trecătoarea la care ajunseseră acești exploratori timpurii era trecătoarea Lisjoch (Col du Lys). Vârful pe care s-au odihnit poartă și în prezent numele pe care i l-au dat cu acea ocazie, Entdeckungsfels (în italiană Roccia della Scoperta, în franceză Rocher de la découverte, în traducere „Stânca descoperirii”). Expediția lui Beck a atins astfel o altitudine de 4.178 metri, probabil un record în Alpi la acea vreme:87.
Contele Morozzo de Torino s-a inspirat din priveliștea Monte Rosa și în 1787 a încercat să ajungă pe vârf urcând pe partea de est. Cu toate acestea, nu a ajuns foarte sus, iar muntele părea mult prea inaccesibil pentru a-l încuraja să meargă mai departe. A ajuns la locul actualei cabane Marinelli, cu 1.500 metri mai jos de vârf. Traseul de pe fața de est a fost deschis abia în 1872. În 1789, la recomandarea contelui, Horace Bénédict de Saussure a mers la Macugnaga pentru a explora muntele. A urcat pe Pizzo Bianco, un vârf de 3.215 metri și a măsurat altitudinea vârfului Monte Rosa, calculând o valoare de 2.430 toise (4.736 metri):51.
O primă încercare serioasă a fost făcută în 1801 de către un medic din Alagna Valsesia, Pietro Giordani, care a plecat singur și a atins o altitudine de 4.046 metri pe creasta de sud-est a Piramidei Vincent, un munte din Alpii Penini, al cărui vârf de 4.215 metri a fost numit ulterior Giordani (în germană Giordanispétz, în italiană Punta Giordani) în onoarea sa. Giordani ajunsese la o oră prea târzie pentru a continua urcarea spre vârful Piramidei Vincent și a trebuit să poposească peste noapte într-o crevasă (în original „cleft of ice”), la aproximativ 4.300 metri altitudine. Într-o relatare ulterioară a expediției sale, se menționează că, în acea zi, Giordani a scris o scrisoare către un prieten, în care, „după o descriere elocventă a perspectivei, și-a exprimat nemulțumirea față de lipsa instrumentelor științifice și de ora înaintată care l-a împiedicat să ajungă pe vârful Monte Rosa:89-90”.
Vârful de 4215 metri al Piramidei Vincent a fost în cele din urmă escaladat cu succes la 15 august 1819 de Johann Niklaus și Joseph Vincent din Gressoney. Frații Vincent au încercat să atingă din nou cel mai înalt vârf în anul următor, împreună cu Joseph Zumstein, ghizi și hamali. La 1 august 1820, ei au atins un vârf secundar înalt de 4.563 de metri, numit mai târziu Zumstein (în germană Zumsteinspitze). Ascensiunea a fost periculoasă, deoarece grupul trebuia să treacă pe sub pereți de gheață amenințători, dar au întâmpinat mari greutăți și la coborâre, pentru că soarele de după-amiază topise zăpada de pe versanți. Au folosit catâri pentru a-și duce echipamentul până la linia zăpezii. În timpul expediției, au intenționat să urce pe vârful cel mai înalt, dar când au ajuns pe vârf au descoperit că este doar un vârf secundar. Zumstein era nerăbdător să se întoarcă cu altă ocazie și să ajungă pe cel mai înalt vârf, dar dorința lui nu s-a materializat.

### Prima ascensiune

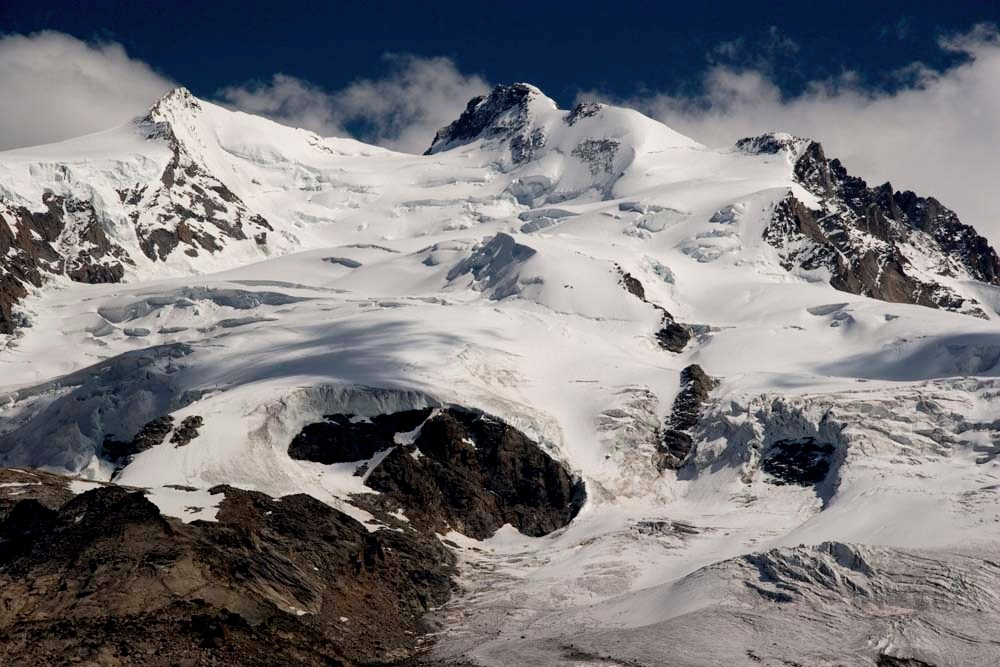
Versantul vestic și ghețarul Monte Rosa. Vârfurile Nordend (stânga) și Dufour sunt despărțite de colul Silbersattel („Șaua argintie”)

Primele tentative de ascensiune spre vârf s-au făcut urmând o rută de pe versantul nordic, peste ghețarul Gorner și prin colul Silbersattel (4.510 m), acesta fiind atins pentru prima dată la 12 august 1847, de către Matthias și Johann zum Taugwald (ghizi din Zermatt al căror nume este scris și Zumtaugwald), Johann Brantschen și Joseph Moser, care i-au îndrumat pe francezii Victor Puisieux și Edouard Ordinaire. 
Exact un an mai târziu, la 12 august 1848, Johann Madutz din Matt, cantonul Glarus și Matthias Zumtaugwald l-au îndrumat pe teologul elvețian Melchior Ulrich până la col, pentru a încerca o ascensiune către cel mai înalt vârf. Ulrich a trebuit să renunțe, dar ghizii au continuat să urce spre ceea ce credeau a fi vârful de la est de Dufour, denumit Ostspitze, (din 2014 Dunantspitze, 4.632 m) și au stabilit un nou record de altitudine în Elveția. Coborârea pe același traseu a fost atât de dificilă, încât Madutz a fost nevoit pe alocuri să-l coboare pe Zumtaugwald folosind o frânghie. Trei ani mai târziu, la 22 august 1851, Johann Zumtaugwald s-a întors, împreună cu Peter Taugwalder și Peter Inderbinen și frații botaniști elvețieni Adolf și Hermann Schlagintweit, pentru a repeta această ascensiune. Nu au îndrăznit să traverseze până la vârful vestic, pe care frații Schlagintweit îl estimau a fi cu 7 metri mai înalt:78–85. 
În 1891, istoricul, teologul și alpinistul american W.A.B. Coolidge a analizat aceste ascensiuni și a concluzionat că ambele echipe au ajuns la 4.618 m, pe vârful Grenzgipfel, care este la doar 50 de metri est de Ostspitze. Acesta l-a creditat cu meritul de a fi escaladat pentru prima dată vârful Ostgipfel pe Ulrich Lauener din Lauterbrunnen și pe frații Christopher, Edmund și James G. Smyth din Great Yarmouth, care au atins Ostspitze la 1 septembrie 1854, dinspre Silbersattel:78–85. Unele surse menționează și frații Zumtaugwald au luat parte la această expediție. Frații Zumtaugwald s-au întors de încă două ori pe vârful estic, Johann și Matthias 10 zile mai târziu, la 11 septembrie 1854, împreună cu Edward Shirley Kennedy și Benedict Leir, iar Matthias și Stephan mai târziu, împreună cu Edward Levi Ames. În aceste cinci ocazii, ei nu au încercat niciodată traversarea dificilă către vârful vestic, și pentru că ambele vârfuri erau cartografiate la acea vreme ca având aceeași înălțime, 4.638 de metri. Având în vedere parțial dificultatea tehnică a traseului dinspre Silbersattel (grad de dificultate III UIAA), mulți consideră ascensiunea lui Madutz și Zumtaugwald din 1849 adevărata primă ascensiune a masivului Monte Rosa.
Prima ascensiune a vârfului vestic a fost reușită în cele din urmă la 1 august 1855 de către ghizii Matthias și Johann zum Taugwald, Ulrich Lauener și doi dintre frații Smyth, James Greenville și Christopher. Lor li s-au alăturat englezii John Birkbeck, Charles Hudson și Edward Stephenson. Considerând că apropierea dinspre vârful estic nu este fezabilă, ghizii au conceput un traseu peste joncțiunea ghețarilor Monte Rosa și Grenz și peste creasta de vest, direct până la vârful vestic. Două săptămâni mai târziu, la 13 august 1855, Johann și fratele său Peter zum Taugwald au ghidat spre vârf alți opt alpiniști, printre care Johann Jakob Weilenmann, urmând același traseu:85–86. Ruta de pe creasta de vest a devenit imediat foarte populară și constituie încă traseul normal către Dufourspitze.
Fizicianul irlandez John Tyndall a făcut parte dintr-un grup condus de Ulrich Lauener care a ajuns pe vârf în august 1858, dar s-a întors ulterior pentru a finaliza prima ascensiune solo pe Dufourspitze, la 17 august 1858, reușită descrisă în lucrarea sa Glaciers of the Alps („Ghețarii din Alpi”):151:
„După micul dejun am turnat ce mi-a rămas din ceai într-un recipient mic de sticlă... Chelnerul mi-a oferit apoi un sandviș cu șuncă și, cu pachetul pregătit cum se cuvine, m-am gândit că înălțimile Monte Rosa ar putea fi cucerite...”
După ce s-a întâlnit cu un grup de alpiniști ghidați de Lauener, Tyndall a ajuns singur pe vârf:156:
„O lume de nori și munți se întindea sub mine. Elveția, cu vârfurile sale fastuoase, era limpede și grandioasă, Italia era, de asemenea, grandioasă, dar pe jumătate întunecată. Nori cumulus întunecați și piscuri în penumbră se întreceau în sălbăticie, în timp ce în alte locuri zăpezile albe și norii albi rivalizau în frumusețe. Înseși văile reliefate de Monte Rosa erau magnifice, toate strălucind în lumina orbitoare a soarelui, vălurite și răsucite pe alocuri și trimițând din adâncurile și dintre pereții lor albastrul magic al gheții”

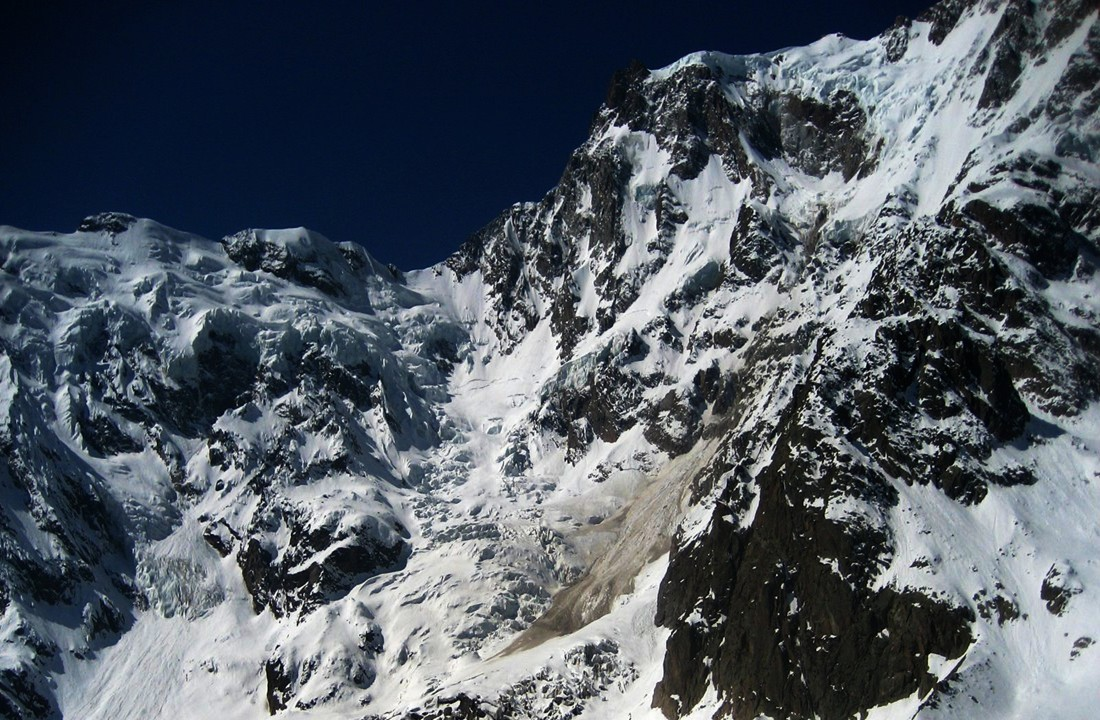
Vedere de la baza versantului estic

Printre ghizii montani, versantul estic avea reputația de a fi impenetrabil. Ferdinand Imseng era convins că couloir-ul lung și acoperit de zăpadă din centrul versantului poate fi escaladat. A reușit să convingă alți alpiniști și, pe 22 iulie 1872, împreună cu Richard Pendlebury, William și Charles Taylor, Gabriel Spechtenhauser și Giovanni Oberto au început ascensiunea dinspre Macugnaga. Erau conștienți de pericolele pe care urmau să le înfrunte, dar au decis să ajungă cât mai sus, fără a-și asuma riscuri extreme. După un popas într-un bivuac pe amplasamentul actual al refugiului Marinelli, s-au îndreptat spre Grenzsattel. Pe neașteptate, când abia ajunseseră lângă Grenzsattel, s-a declanșat o avalanșă și valuri de zăpadă au început să curgă peste tot în jurul alpiniștilor care au reușit să ajungă la stâncile sigure ale Grenzgipfel tocmai la timp pentru a-și salva viața. Au ajuns în cele din urmă pe vârf și au coborât apoi la Riffelalp, de cealaltă parte, încheind o călătorie de 18 ore.
Această ascensiune l-a făcut celebru pe Ferdinand Imseng ca ghid montan. Imseng și-a pierdut viața în 1881 pe versantul estic, în timpul celei de-a treia ascensiuni cu Damiano Marinelli și ghidul Battista Pedranzini. Pe 8 august, au fost surprinși de o avalanșă și aruncați 1.200 metri mai jos. Accidentul a fost raportat de un hamal care a supraviețuit, iar couloir-ul a fost numit ulterior Marinelli (în italiană Canalone Marinelli):116–124.

### Alte ascensiuni
În 1889 Achille Ratti, care a devenit mai târziu Papa Pius al XI-lea, a făcut prima traversare de la Macugnaga la Zermatt peste Zumsteinjoch. După ce au atins Dufourspitze, Ratti și-a petrecut noaptea pe vârf cu tovarășii săi:198.
Vizitând Zermatt în 1894, tânărul Winston Churchill a insistat să urce pe Monte Rosa mai degrabă decât pe Matterhorn, nu numai datorită înălțimii sale superioare, ci și pentru că onorariul ghizilor era substanțial mai mic.
Mai recent, pe 1 august 2005, de Ziua Națională a Elveției, Ministrul Economiei Joseph Deiss a urcat pe Dufourspitze. Expediția a marcat 150 de ani de la prima ascensiune.

## Turism

### Cabane montane
Cabana Monte Rosa (în germană Monte-Rosa-Hütte, 2.883 m, 150 de locuri vara, 28 iarna) este singura cabană de munte din masiv deținută de Clubul Alpin Elvețian. Este situată pe Plattje, o insulă stâncoasă între ghețarii Gorner și Grenz, fiind accesibilă dinspre Rotenboden (2.815 m), o stație de pe linia de cale ferată cu cremalieră Gornergrat Bahn. Cabana a fost inaugurată în 1894 și reconstruită în 1940. În 2009 a fost inaugurată o nouă cabană montană de înaltă tehnologie. Clădirea cu cinci etaje în formă de cristal este proiectată pentru a obține 90% din necesarul de energie de la soare și este folosită și ca stație de cercetare.
Celelalte cabane sunt deținute de Clubul Alpin Italian, printre care cabana Regina Margherita (în italiană Capanna Regina Margherita, 70 de locuri vara, 12 iarna), situată la 4.554 metri altitudine, pe vârful Gnifetti (în italiană Punta Gnifetti, în germană Signalkuppe). Inaugurată în 1893 și înlocuită în 1979, este construcția din Europa situată la cea mai mare altitudine și include un laborator și un observator. Alte refugii montane deținute de Clubul Alpin Italian sunt refugiul Marinelli (în italiană Rifugio Marinelli, 3.036 m, 50 de locuri), folosit pentru ascensiunea pe versantul estic, cabana Gnifetti (în italiană Capanna Gnifetti, 3.647 m, 176 de locuri), refugiul Mantova (în italiană Rifugio Mantova, 3.498 m, 90 de locuri) și bivuacul Città di Gallarate (în italiană Bivacco Città di Gallarate, 3.960 m, 9 locuri), situat în imediata vecinătate a vârfului Jägerhorn (3.970 m).

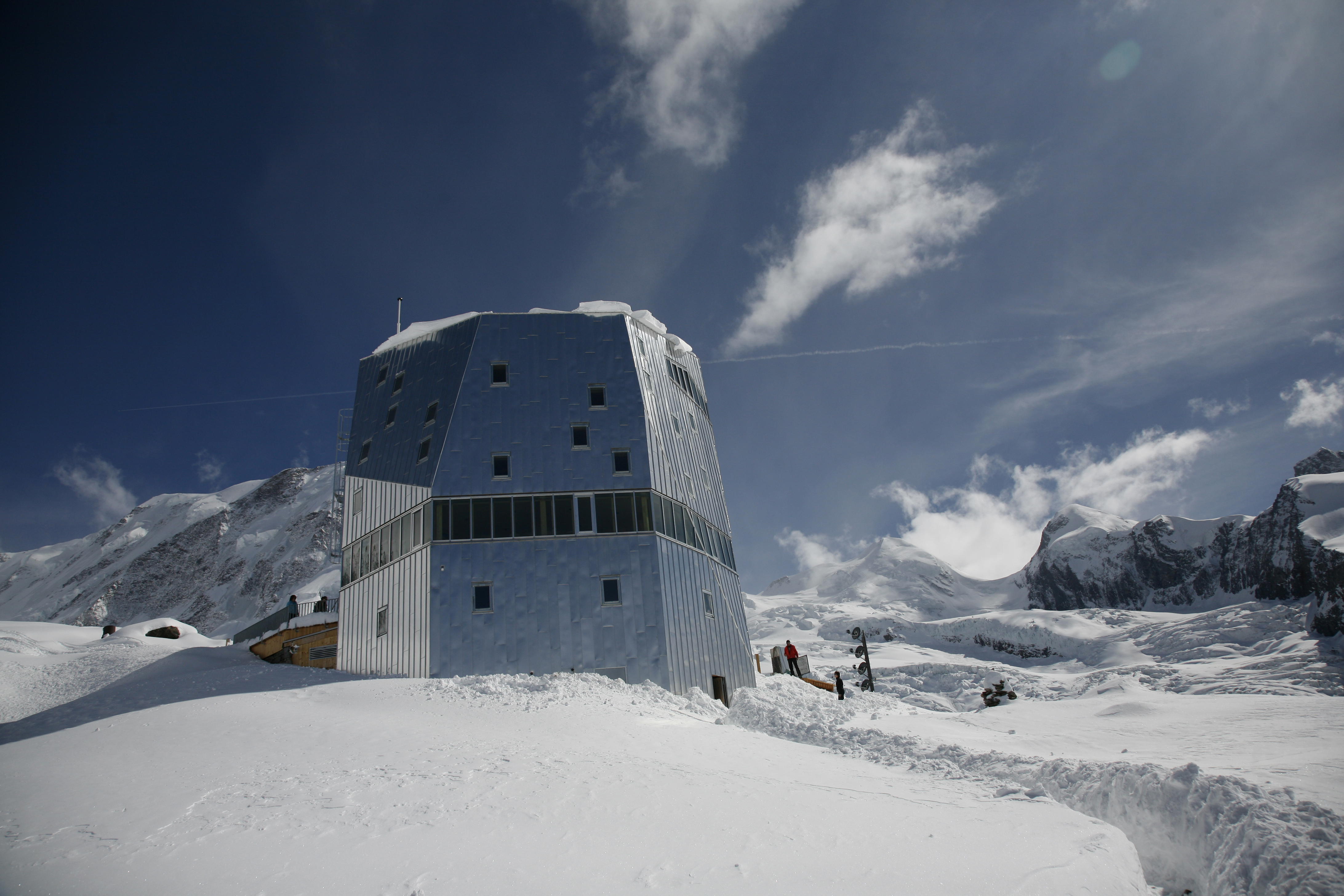
Cabana Monte Rosa (2.883 m), în apropierea vârfului Liskamm
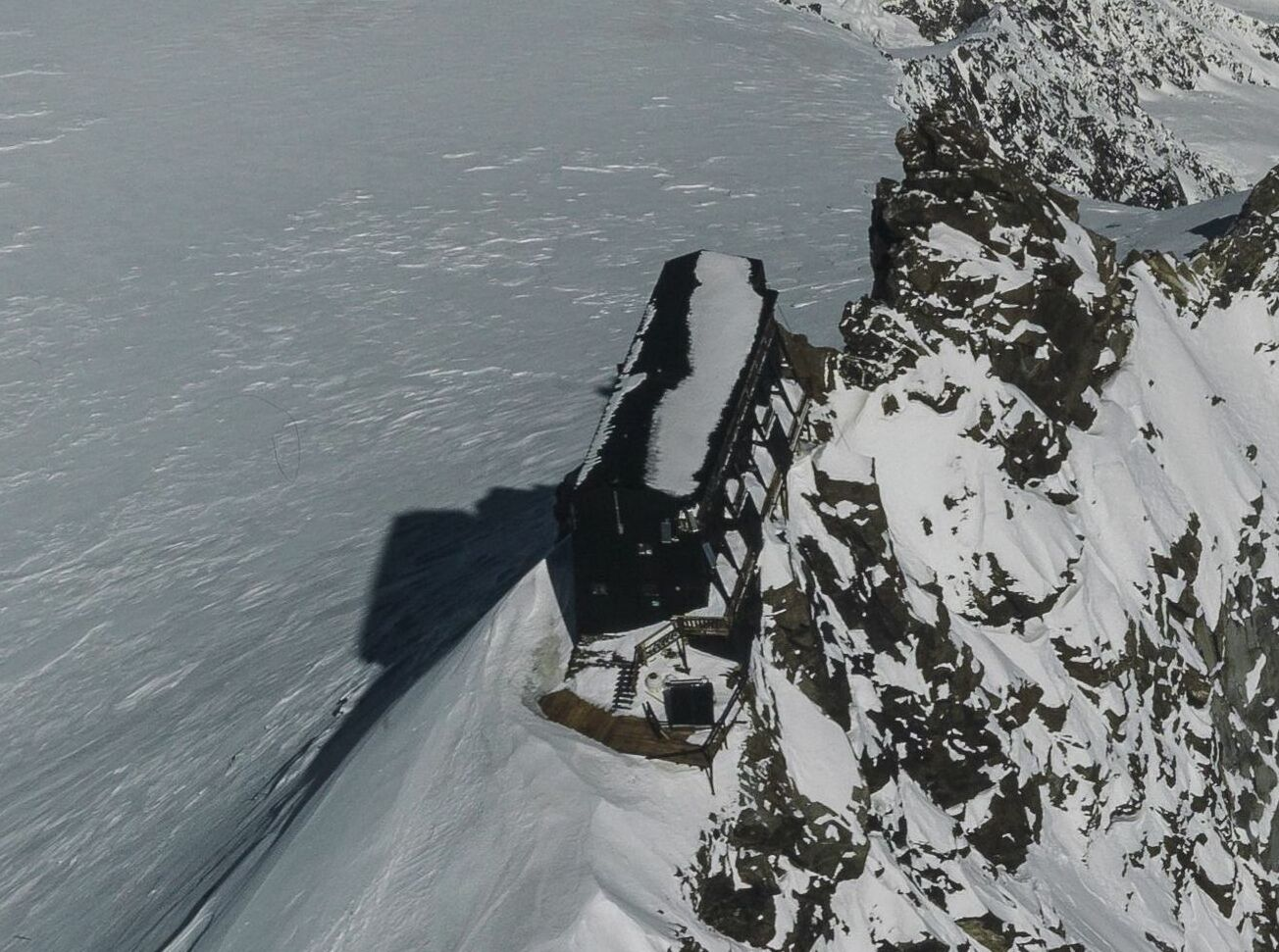
Cabana Regina Margherita (4.554 metri), construcția din Europa situată la cea mai mare altitudine
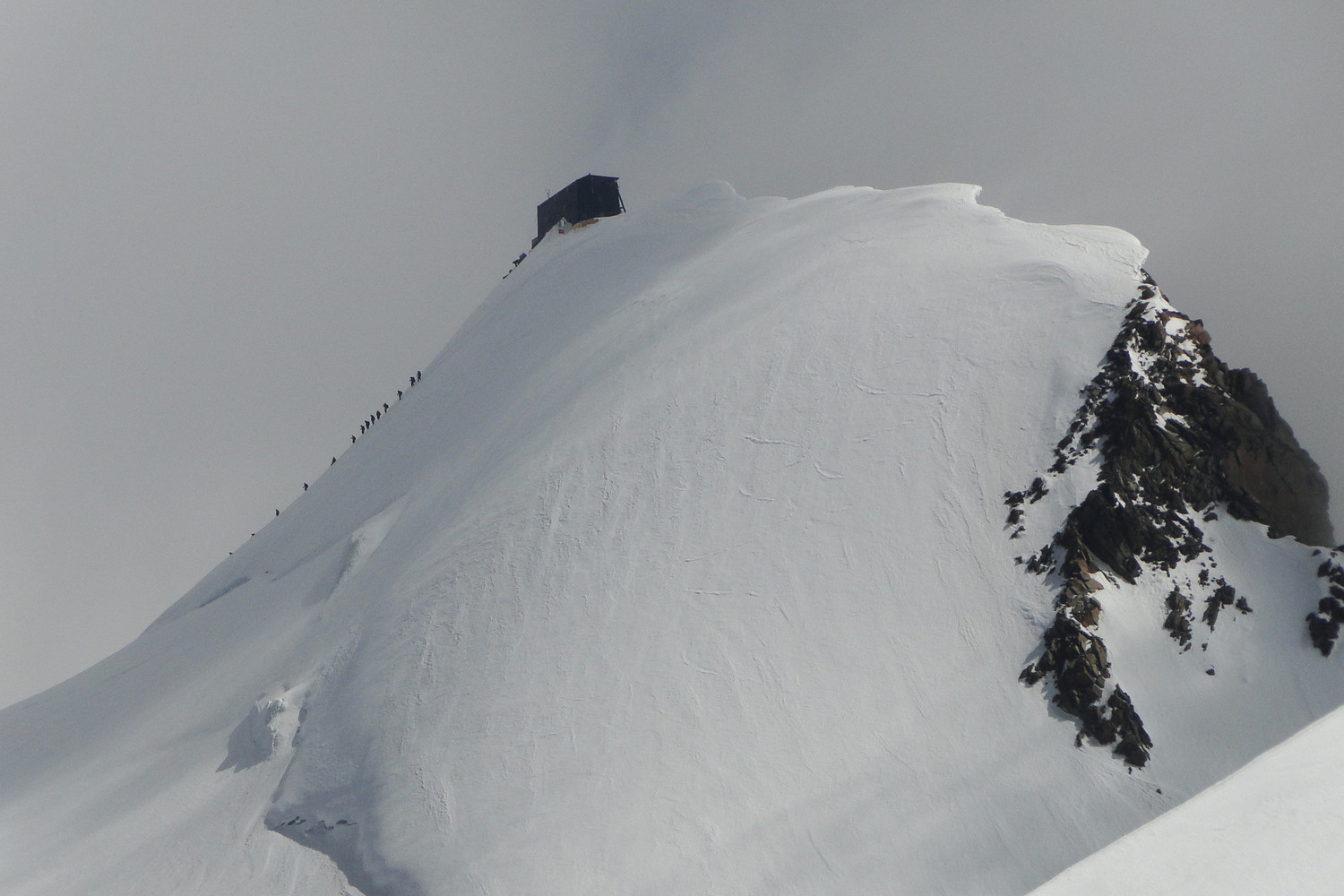
Cabana Regina Margherita (4.554 m)
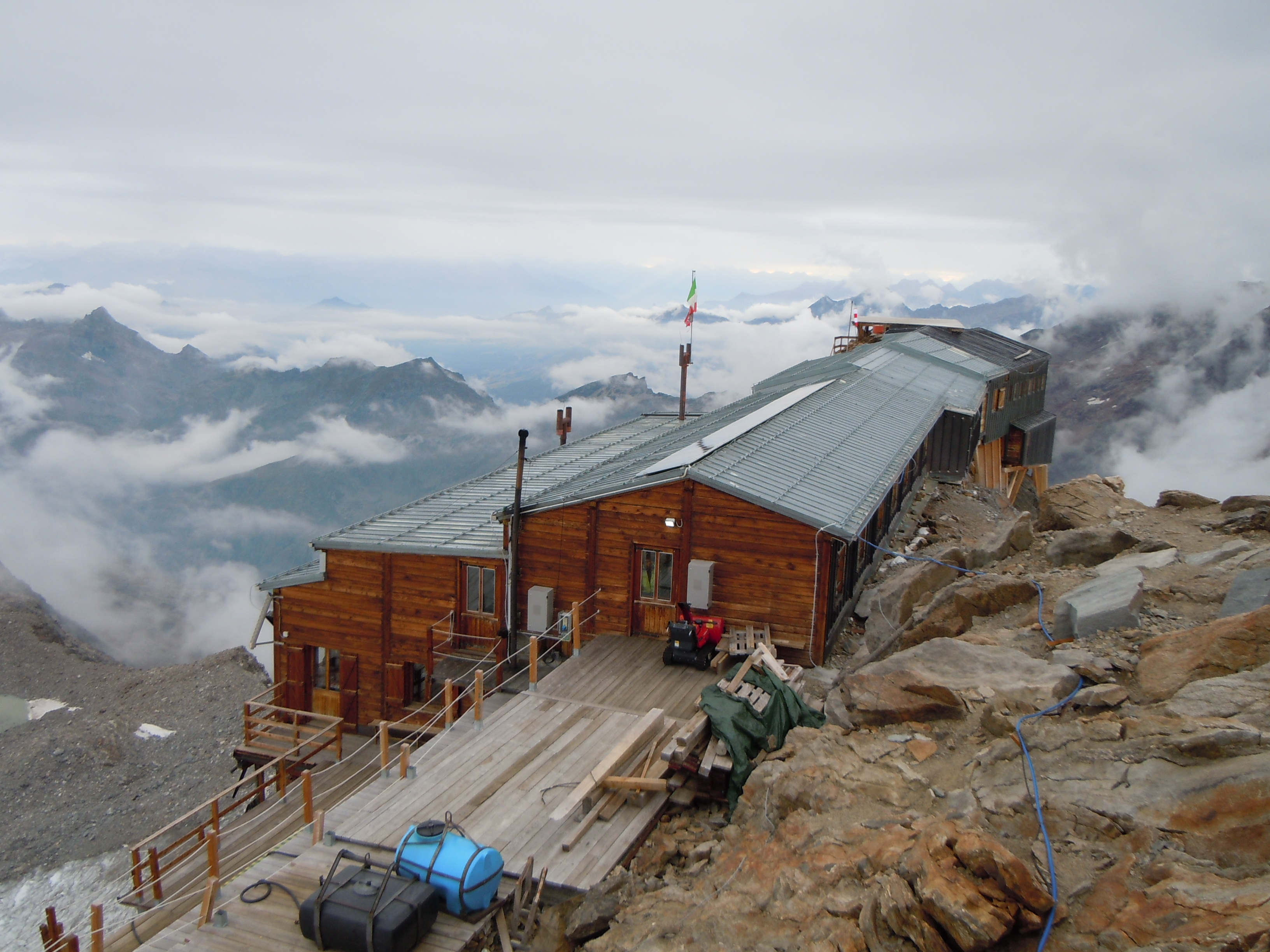
Cabana Giovanni Gnifetti (3.647 m)
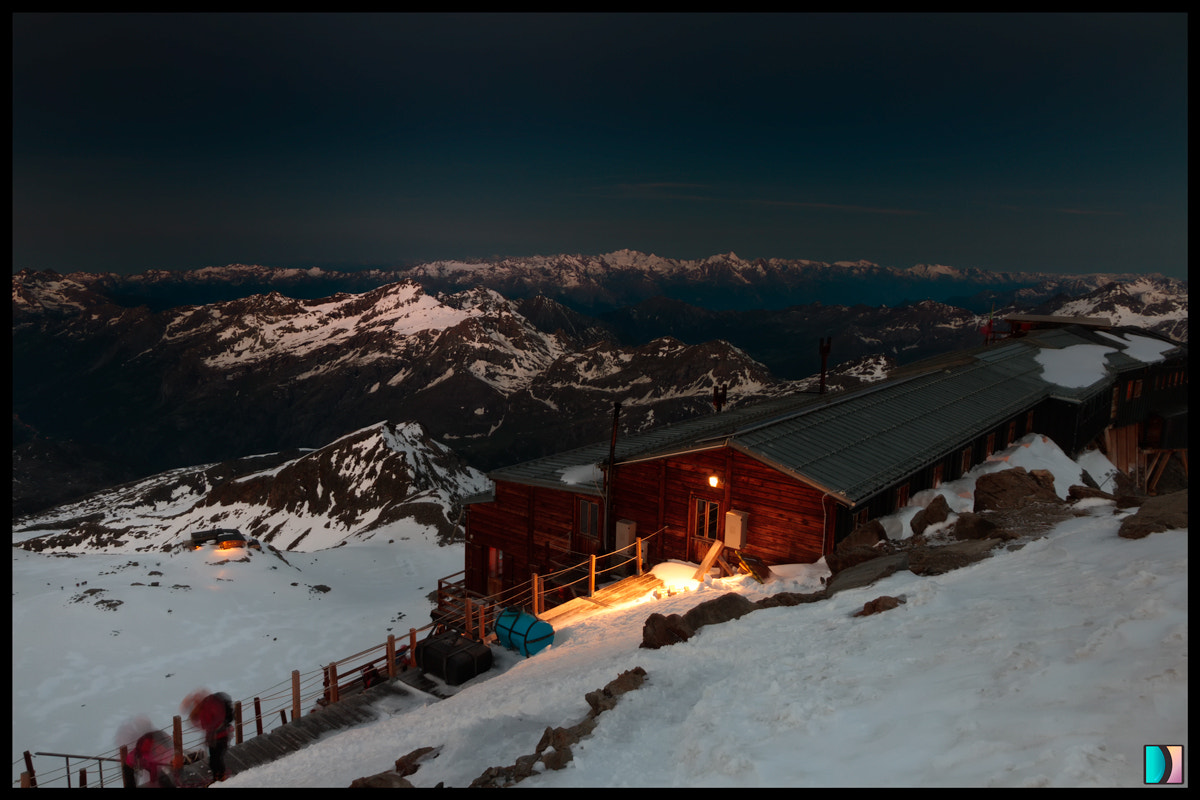
Cabana Gnifetti (în prim-plan) și Rifugio Mantova (în plan secund)

### Trasee montane

#### Traseul normal
Descriere: durată: 2 zile, lungime: 28 km, altitudine: 2.883 m / 4.634 m, pantă maximă: 40°, dificultate: AD III 3.2/E2 AD/S3
Este în principal un itinerar pe ghețarul de pe versantul vestic al Monte Rosa (Ghețarul Monte Rosa). Pornește la cabana Monte Rosa, se străbate morena până la Obere Plattje (3.109 m), apoi o pantă de 35/40° cu o lungime de de 100 m, pentru a ajunge la o porțiune plată la 4.100 m. Până în acest punct traseul coincide cu cel către vârful Nordend (4.608 m). Traseul urmează direcția spre sud, către colul Silbersattel (4.360 m), apoi creasta mixtă până la vârf (4.634 m). Deși itinerarul în sine nu este foarte dificil, necesită rezistență fizică și o bună aclimatizare.

#### Traseul pe creasta sud-estică
Descriere: durată: 1 zi, altitudine: 3.647 m / 4.634 m, pantă maximă: 45°, dificultate: AD- 3b III P3
De la cabana Margherita se coboară versantul vestic al Signalkuppe (vârful Gnifetti) până la colul Gnifetti (4.452 m), apoi se urmează creasta care duce la Zumsteinspitze (4.563 m). De la Zumsteinspitze, se coboară creasta nordică înzăpezită care duce la Grenzsattel (4.453 m), iar de acolo se urmează creasta sud-estică spre Dufourspitze. Ruta include o escaladă a unui perete fisurat (dificultate II) pentru a se ajunge la marginea crestei sud-estice, la nivelul vârfului Grenzgipfel (4.618 m), apoi se traversează creasta vestică (dificultate III) pentru a se ajunge la vârful Dufour (4.634 m).

#### Traseul pe creasta sudică (Cresta Rey)
Descriere: durată: 1 zi, altitudine: 3.611 m / 4.634 m, dificultate: AD+ 4c>3c III P4
Traseul are mai multe variante inițiale, în funcție de refugiul montan de pornire, una dintre cabanele Mont Rose, Gnifetti, Mantova sau Margherita. Rutele converg către Grenzsattel (4.250 m) traversând zone cu crevase, apoi se traversează mai mult sau mai puțin orizontal până la pinten, la care se poate ajunge în diferite locuri. Pentru a se evita parcurgerea zonelor de crevase și a câmpurilor de seracuri situate la o altitudine de aproximativ 4.050 m, se poate face un ocol către platoul glaciar de la 4.000 m altitudine, de unde se continuă spre Grenzsattel, iar de acolo se urmează pintenul. Ultima secțiune este ceva mai abruptă și duce direct către vârf.

#### Traseul dinspre colul Silbersattel
Descriere: durată: 2 zile, altitudine: 2.883 m / 4.634 m, dificultate: AD III P1 3.3/E2AD+/S4
Din colul Silbersattel, sunt posibile 2 variante pentru a ajunge pe vârf:
- spre dreapta, urmând un coridor îngust, foarte abrupt până pe creastă, la 20 m est de punctul cel mai înalt,
- spre stânga, un coridor mai larg permite ajungerea la Grenzgipfel (4.618 m), situat la 100 m est de vârf (pantă de 45/55°), apoi spre est (ocol de 4.000 de metri pentru 5 m diferență de nivel), apoi se urmează creasta spre vest până la Dufourspitze.

#### Traseul pe versantul estic (couloir-ul Marinelli)
Descriere: durată: 1 zi, altitudine: 3.036 m / 4.634 m, dificultate: D IV
Traseul pornește de la bivuacul Damiano Marinelli și urmează couloir-ul abrupt Marinelli de pe versantul estic. Este un traseu lung și periculos și se recomandă a fi parcurs dimineața foarte devreme în zilele reci, pentru a scădea riscul de avalanșă.

Trasee montane către vârful Dufour
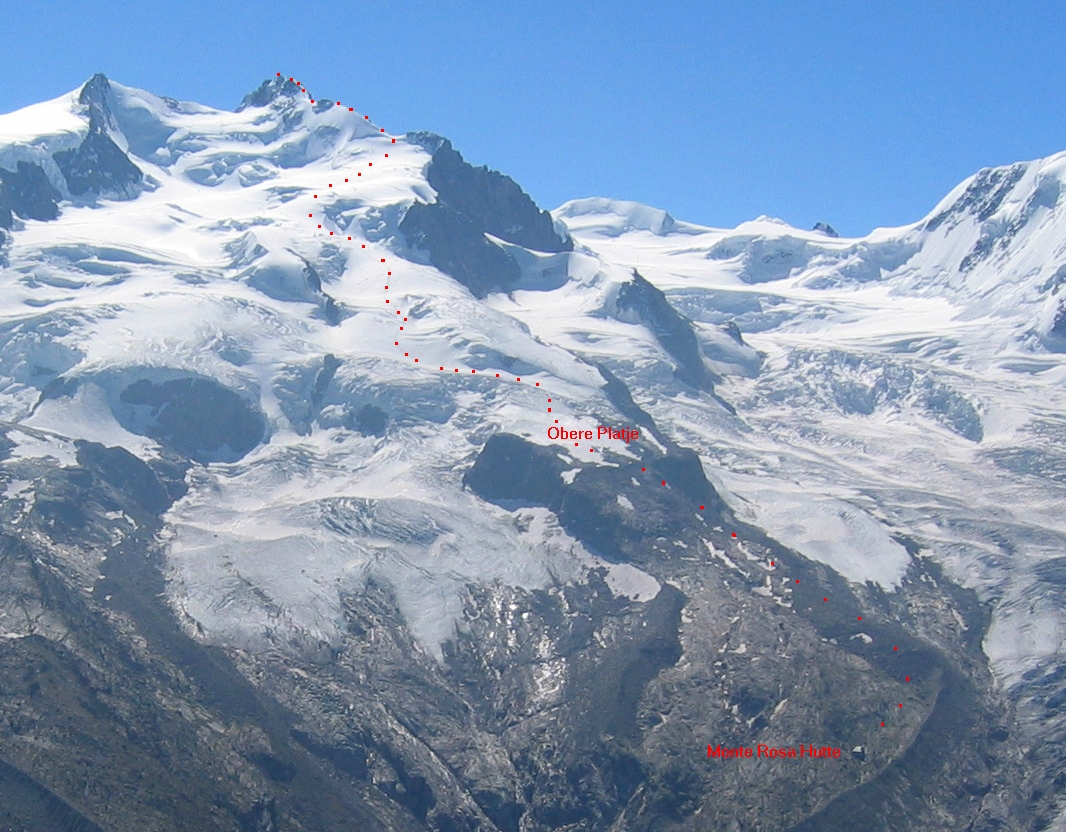
Traseul normal dinspre cabana Monte Rosa
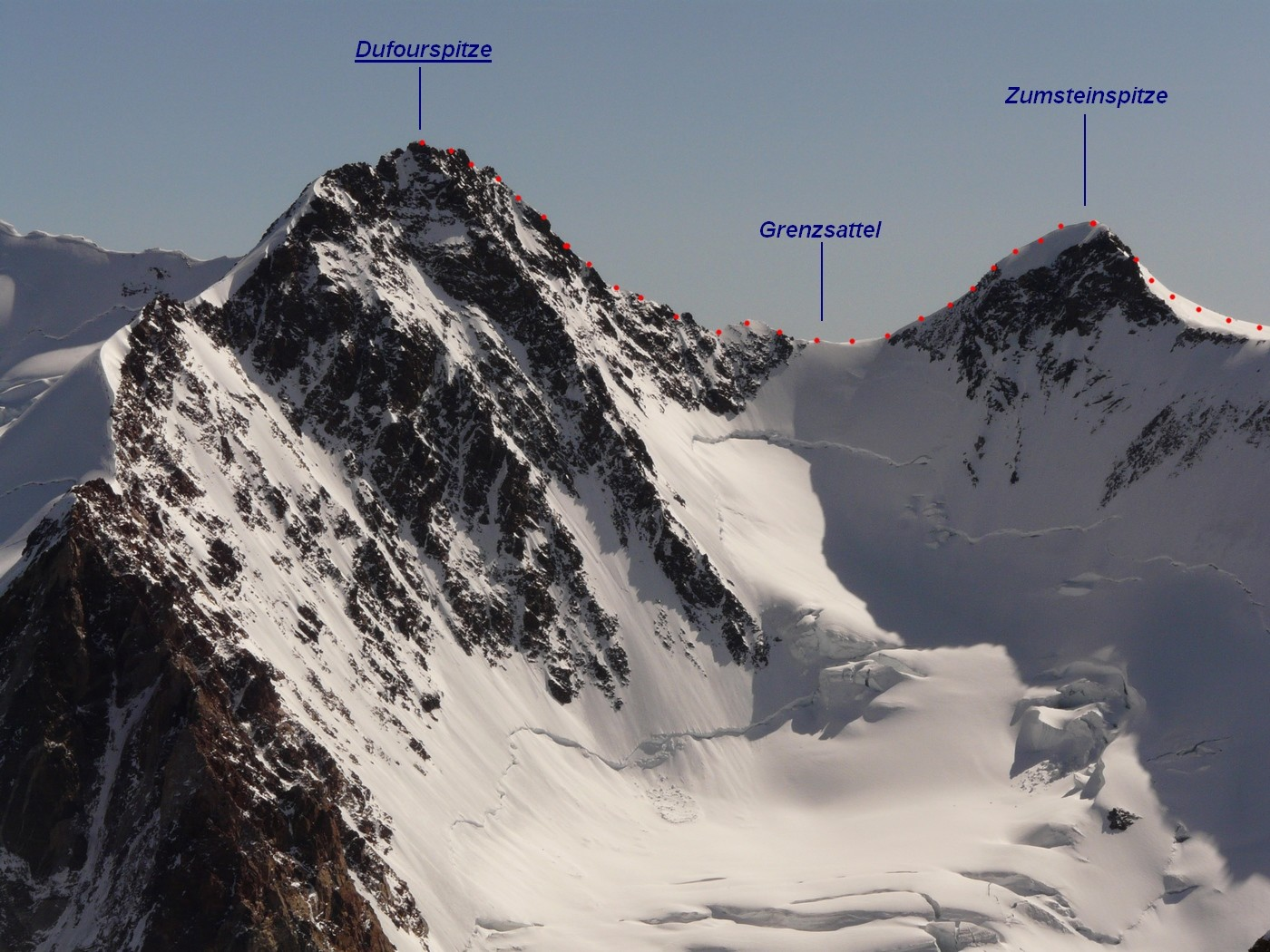
Traseul pe creasta sud-estică
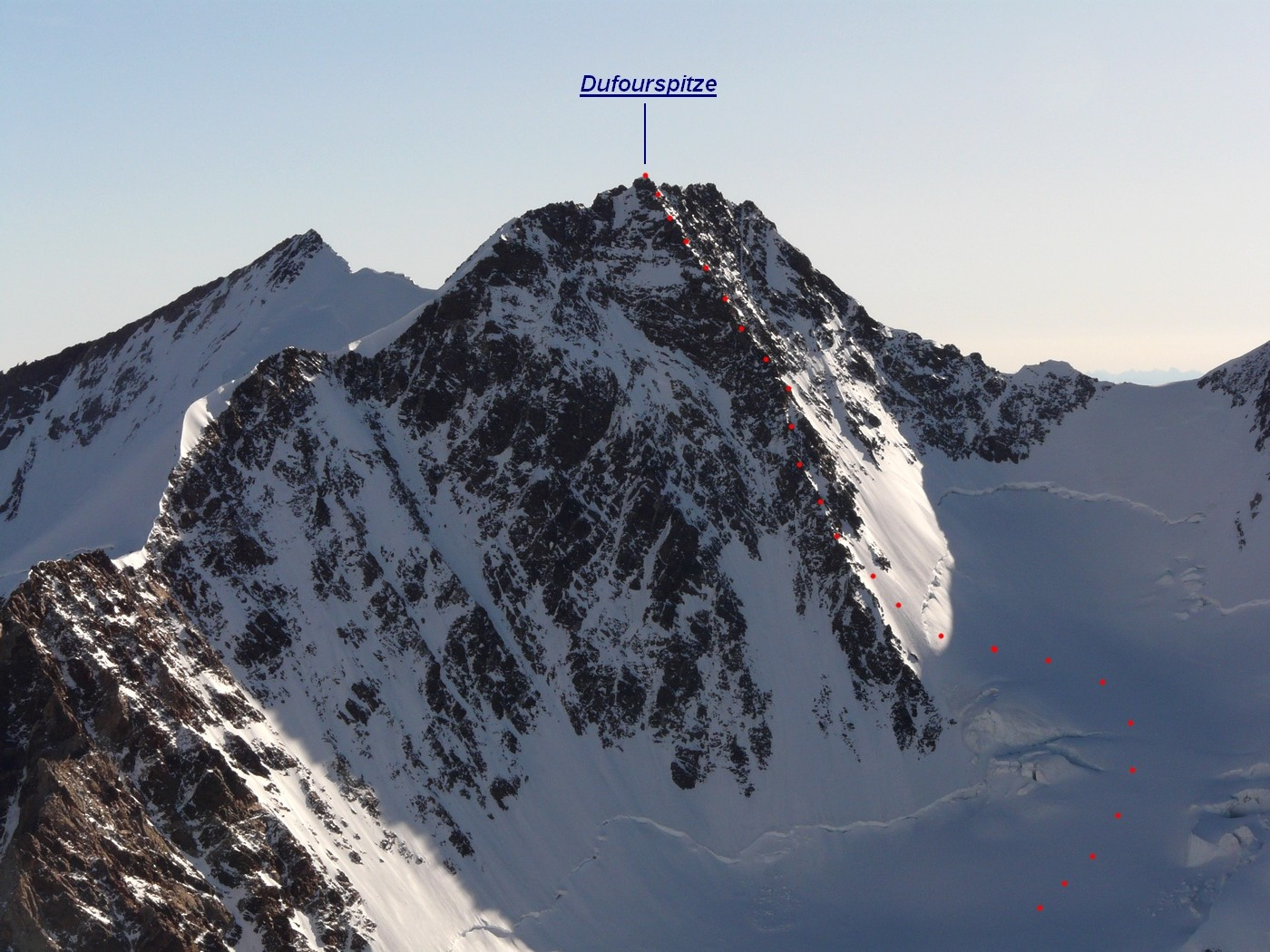
Traseul pe creasta sudică (Cresta Rey)
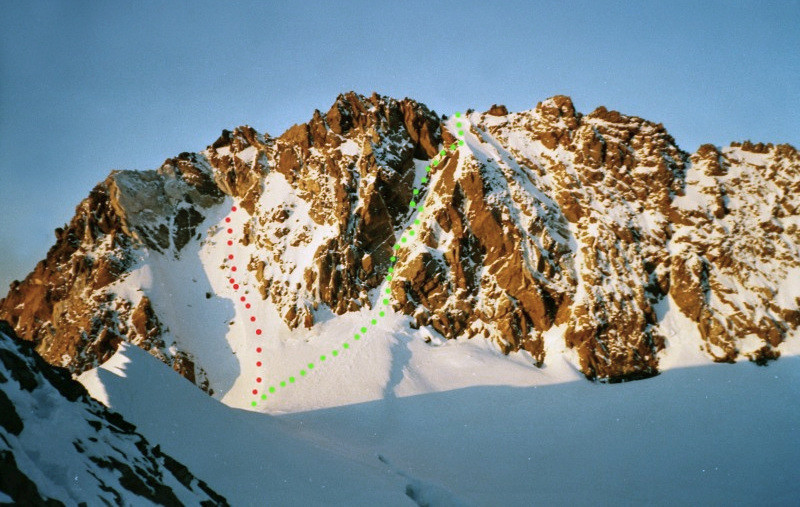
Traseul dinspre colul Silbersattel
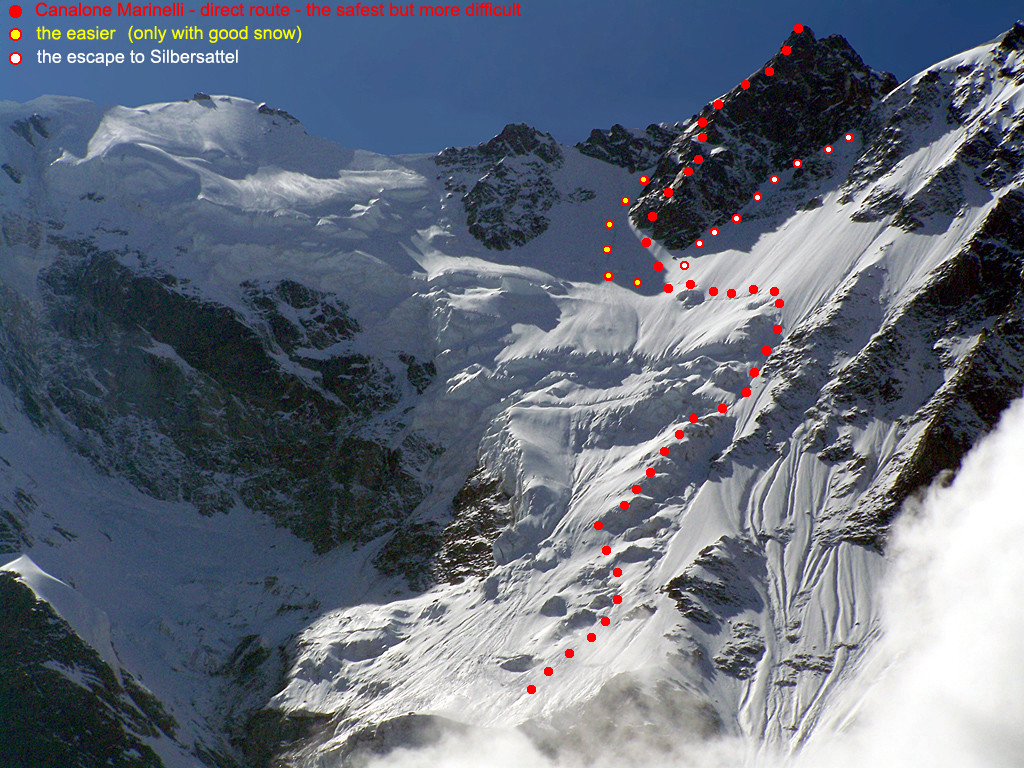
Traseul pe versantul estic (couloir-ul Marinelli)

## Cronologie
- Prima ascensiune în 1855, pe traseul normal[33]
- Prima ascensiune pe versantul estic, prin couloir-ul Marinelli[m] în 1872 (22 iulie) de către Richard și William Pendlebury împreună cu Charles Taylor și ghizii Ferdinand Imseng (Elveția), Gabriel Spechtenhauser (Austria) și Giobanni Oberto (Italia)[32][34]
- Prima ascensiune peste pintenul sudic (Cresta Rey) reușită de Eustace Hulton cu ghizii Joseph Moser și Peter Rubi pe 20 august 1874[30][33]
- Prima ascensiune pe creasta de sud-est (traseul din prezent dinspre cabana Regina Margherita) de Francis Thomas Pratt Barlow, George Walter Prothero cu ghizii Antonio Carrel și Peter Taugwalder la 31 august 1874[29][33]
- Prima ascensiune de iarnă peste pintenul sudic (Cresta Rey), reușită de Vittorio Sella cu ghizii Daniel Maquignaz și Joseph Maquignaz pe 26 ianuarie 1884[33]
- Prima ascensiune de iarnă peste creasta de sud-est realizată de Mario Piacenza, A. Curta, A. Lazier, O. Lazier la 18 ianuarie 1907[33]
- Prima ascensiune solo pe partea de est reușită de Angelo Taveggia în 1924[33]
- Prima ascensiune de iarnă a versantului estic în 1965 (5-6 februarie) de către ghizii montani Luciano Bettineschi, Felice Jacchini, Michele Pala și Lino Pironi[33]
- În iunie 1969, schiorul extrem[q] Sylvain Saudan a coborât întregul couloir Marinelli de pe versantul estic[32][35]
- Prima ascensiune de iarnă solo pe partea de est pe 4 februarie 1991, realizată de Walter Bernardi. Rănit în timpul coborârii în apropiere de Grenzsattel, Bernardi a fost salvat cu elicopterul[33]

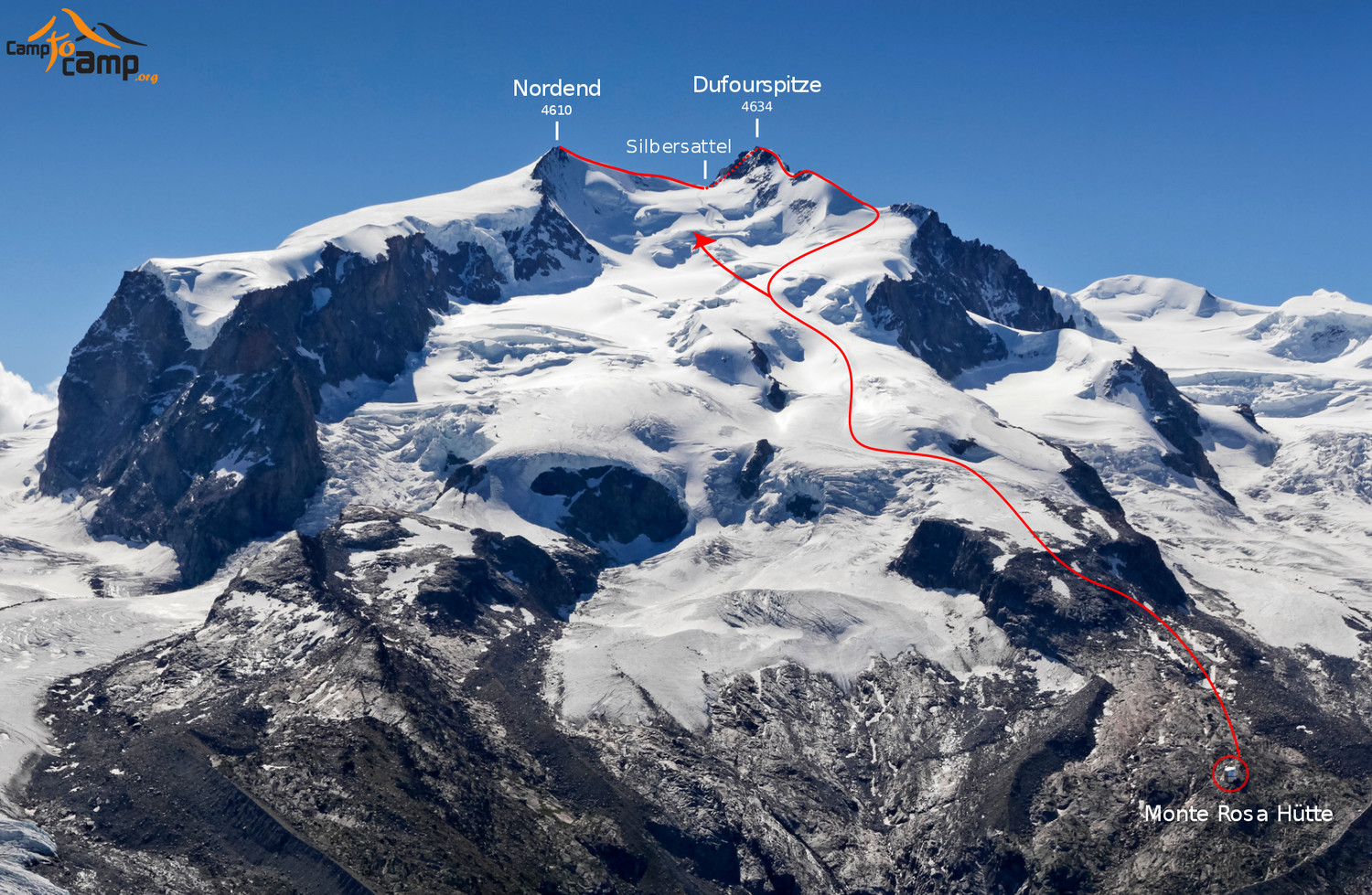
Vârfurile Dufour și Nordend - trasee normale
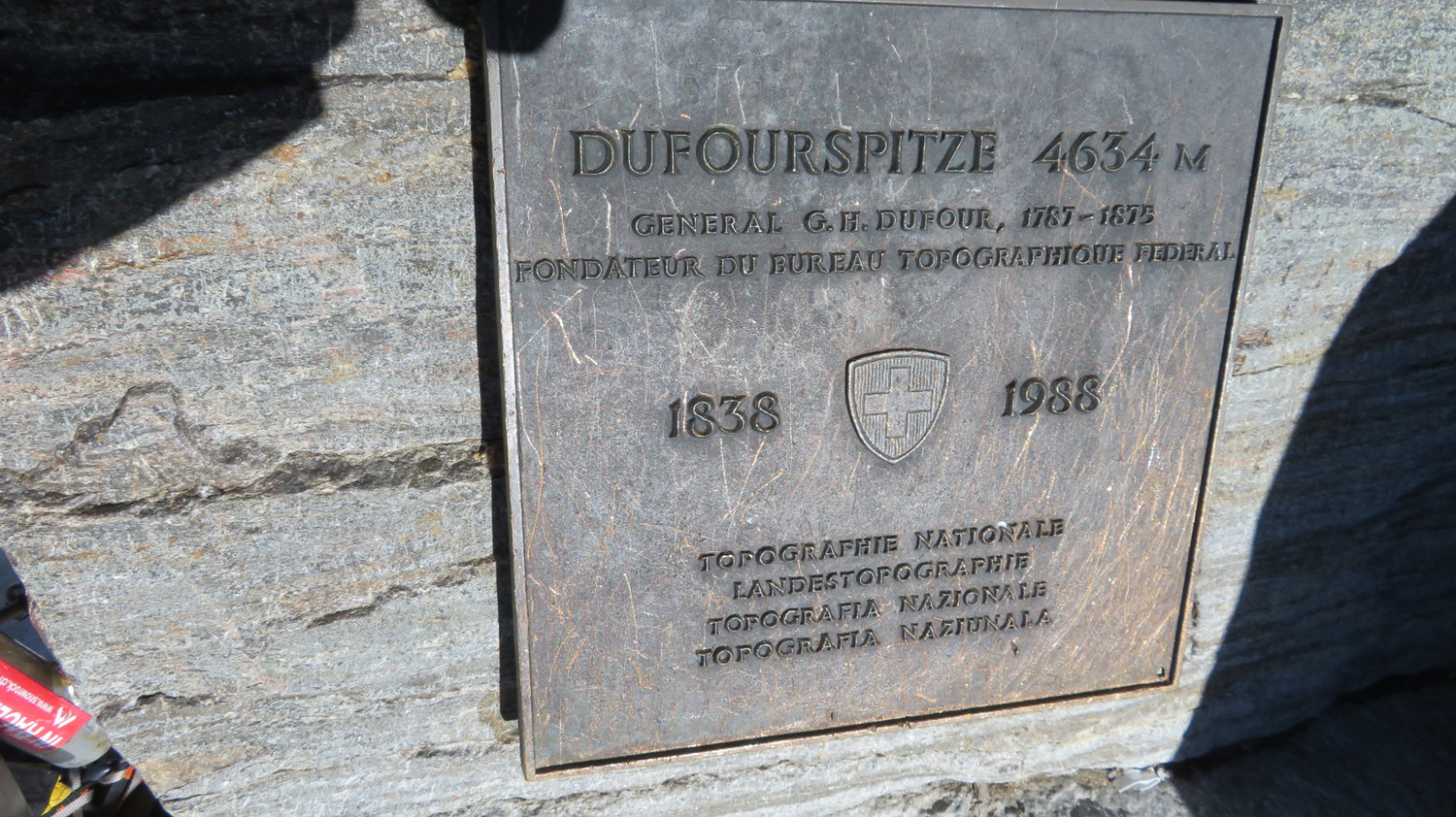
Placă de vărf pe Dufourspitze
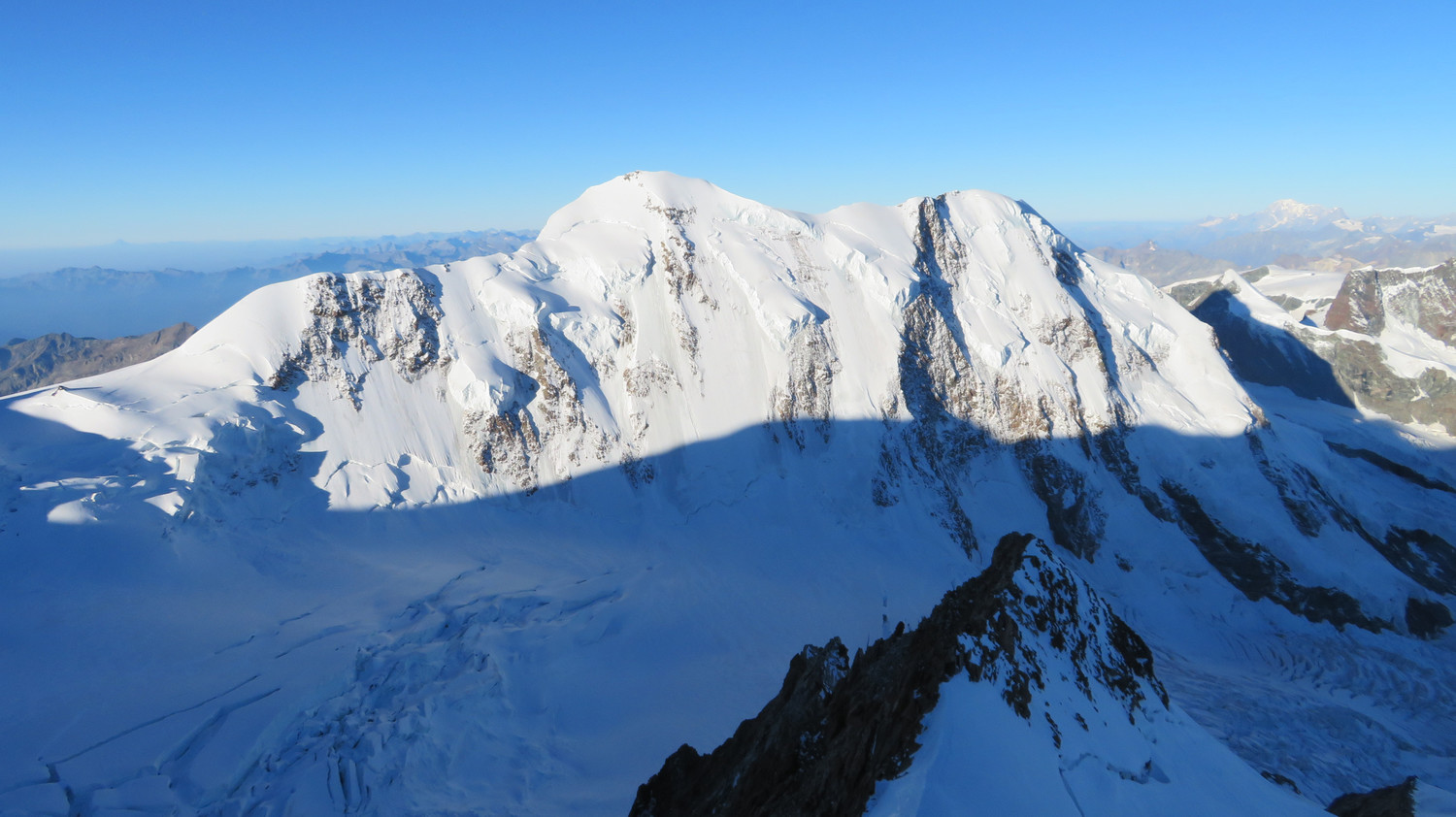
Vârful Liskamm (4.532 m)
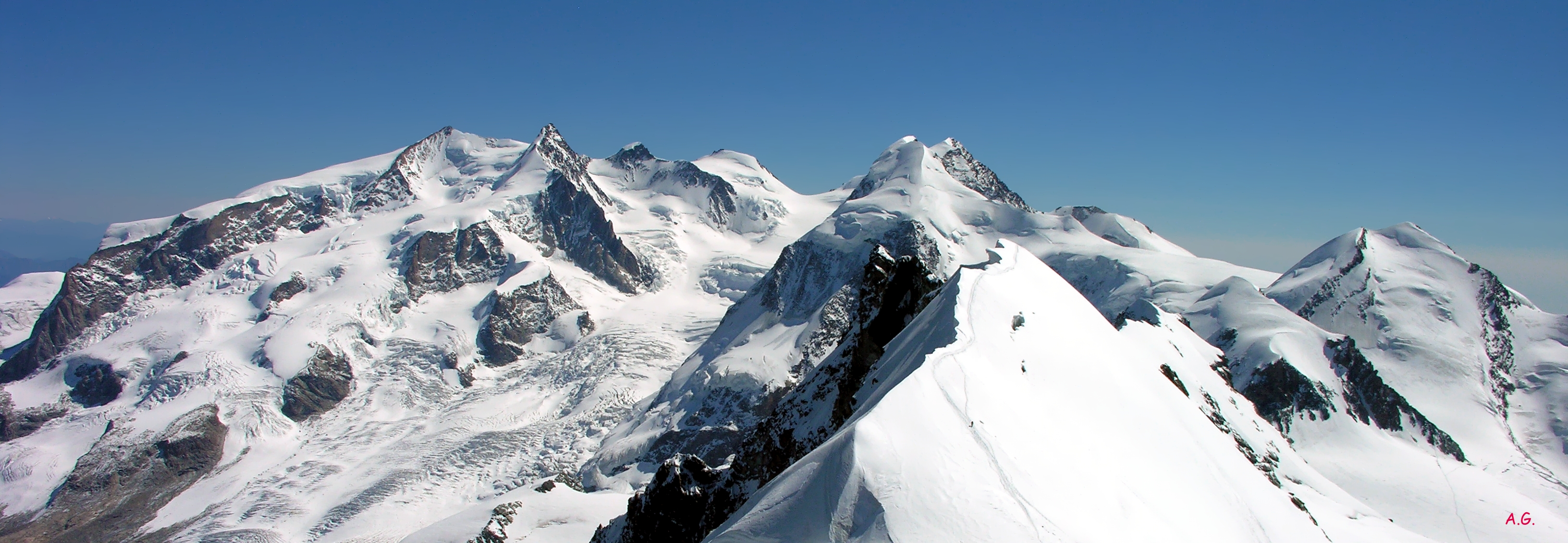
Masivul Monte Rosa, ghețarul Grenz și muntele Liskamm

### Hărți și ghiduri
- Hartă interactivă Gornergrat Bahn
- Alpin peak Dufourspitze Pointe Dufour|Punta Dufour (VS) - Zermatt